# Эйсмонт, Владимир Ефимович
Владимир Ефимович Эйсмонт (род. 5 июня 1938 года, Озёрная Белоцерковского района Киевской области) — генеральный директор Белоцерковского агропромышленного комбината «Рось». Депутат Верховной Рады Украини 1-го созыва.

## Биография
В 1956 году поступил в Белоцерковский сельскохозяйственный институт.
В 1961 году стал главным зоотехником колхоза.
С 1978 года — главный зоотехник управления сельского хозяйства Белоцерковского райисполкома.
С 1987 года — первый заместитель председателя Белоцерковского райисполкома.
В 1990 года — депутат Верховной Рады.
С 1992 года — представитель президента Украины в Белоцерковском районе.